# Billy Barrix
Billy „Curly“ Barrix (* 5. Juni 1937 in Tennessee; † 22. Februar 2013) war ein US-amerikanischer Rockabilly- und Country-Musiker.
Barrix startete seine Karriere 1957 bei Chess Records in Chicago. Dort erschien sein Titel Cool Off Baby, ein Titel, der stark an Elvis Presleys Baby, Let’s Play House angelehnt war. Lediglich einen neuen Text verfasste Barrix zusammen mit einem Freund. Während der 1960er-Jahre spielte Barrix bei verschiedenen Labels unter dem Namen „Curly Barrix“ einige Country-Platten ein. 1971 war er als DJ in Chicago tätig, bevor er nach Nashville zog, um wieder als Country-Musiker zu arbeiten.

## Diskografie
| Jahr                    | Titel                                                       | Plattenfirma  |
| ----------------------- | ----------------------------------------------------------- | ------------- |
| 1957                    | Cool Off Baby / Almost                                      | Chess 1662    |
| 1960                    | I Was Dreaming / Same of the Things *                       | Brave 1023    |
| 1966                    | Big Blue Monster / A World You Destroyed *                  | Dunwich 132   |
| 1966                    | Blue Ribbon Clown / I Talk In My Sleep *                    | Dunwich 137   |
|                         | Before I Met You / Have I Told You Lately That I Love You * | IRC 1826      |
|                         | Santa Claus Song / Mommy for Xmas                           | Chaparral 507 |
| Unveröffentlichte Titel |                                                             |               |
| 1957                    | Cool Off Baby (alt. version)                                | Chess         |

*als "Curly" Barrix